# NGC 6225
NGC 6225 é uma galáxia elíptica (E-S0) localizada na direcção da constelação de Hercules. Possui uma declinação de +06° 13' 23" e uma ascensão recta de 16 horas, 48 minutos e 21,6 segundos.
A galáxia NGC 6225 foi descoberta em 15 de Junho de 1887 por Lewis A. Swift.